# Eating Out 2: Sloppy Seconds
Eating Out 2: Sloppy Seconds es una película de temática gay comedia romántica lanzado en 2006. Es la secuela de Eating Out, y Jim Verraros, Rebekah Kochan y Emily Brooke Hands repiten sus papeles de la original. La película se estrenó en el Eating Out festival de cine antes de un lanzamiento de teatro limitado.

## Sinopsis
Kyle (Jim Verraros) rompe con Marc (Brett Chukerman), su interés amoroso de la primera película, acusándolo de coquetear con los hombres más calientes. Kyle, Tiffani (Rebekah Kochan) y Gwen, amigos de la primera película, todos son atraídas a Troy (Marco Dapper), un joven granjero cincelado de Troy, Illinois, quien posa desnuda para su clase de arte. Troy se hace amigo de ellos y confía en que él se ha acostado con dos niñas y mujeres, pero se resiste a aceptar los sentimientos homosexuales. Kyle y las chicas diseñar un esquema en el que Kyle se hace pasar por un ex-gay, quien está saliendo con Tiffani, para superar inhibiciones de Troy y hacer que se duerma con el tanto de ellos.
Mientras Kyle Troy y empezar a asistir a las reuniones con el campus de ex-gay ministerio, Marc avisos Kyle convertirse estrecha con Troy y decide tratar de seducir a Troy sí mismo. Troy finalmente sucumbe a los avances de Marc durante Gwen homoerótico sesión de fotos, y el necio dos más, pero Marc no puede ir a través con él porque él todavía tiene sentimientos por Kyle. Troy entonces escucha Gwen y Marc hablando de todo el esquema.
Queriendo vengarse de los intrigantes, Troy visita Tiffani y Kyle porque supuestamente tienen un "acuerdo" que permite a Kyle dormir con los hombres. Intentan un threesome, pero Troy consigue su venganza por incitar a ellos en la realización de un acto incómodo de cunnilingus en primer lugar. Tormenta Gwen y Marc en la casa de Kyle después de presenciar la debacle, y Troy regaña al grupo por ser tan loco sexo. Troy finalmente llega a la conclusión de que es bisexual (a la que todo el mundo grita: "No hay tal cosa!", Aunque luego lo aceptan) y Kyle admite que se equivocó al dejar Marc.
Los cinco inicie intrigante a salir Jacob (Scott Vickaryous), el armario líder del ministerio ex-gay, a su madre le engañando a tener relaciones sexuales con Octavio, otro miembro del ministerio, en un retrete portátil sobre ruedas. Jacob finalmente sale a su madre (después de que accidentalmente se corre en su abrigo como su sexualidad se revela), y huye con Octavio. Troy tiene un gusto a Tiffani y comienzan una relación.

## Reparto
| Actor / Actriz     | Personaje             | Notas                 |
| ------------------ | --------------------- | --------------------- |
| Jim Verraros       | Kyle                  |                       |
| Emily Brooke Hands | Gwen Anderson         |                       |
| Rebekah Kochan     | Tiffani von der Sloot |                       |
| Brett Chukerman    | Marc Everhard         | Replaces Ryan Carnes, |
| Marco Dapper       | Troy                  |                       |
| Scott Vickaryous   | Jacob                 |                       |
| Mink Stole         | Helen                 |                       |
| Adrián Quiñonez    | Octavio               |                       |
| Jessie Gold        | Violet Müfdaver       |                       |
| Joseph Morales     | Derek                 |                       |

## Recepción
Revisión agregador Rotten Tomatoes reporta que el 44% de los críticos profesionales dieron a la película una crítica positiva."

## Secuela
Eating Out 2 es la segunda película de la franquicia Eating Out. Fue seguido en 2009 por Eating Out 3: All You Can Eat dos secuelas adicionales, Eating Out 4: Drama Camp y Eating Out 5: The Open Weekend están en producción simultánea.